# Василий Ломаченко — Гильермо Ригондо
Василий Ломаченко против Гильермо Ригондо — боксёрский чемпионский поединок в полулёгком весе (до 59 кг), на кону которого стоял титул WBO. поединок состоялся 9 декабря 2017 года в Нью-Йорке на Малой арене Мэдисон-сквер-гарден, США, и транслировался крупным кабельным телеканалом ESPN. Поединок завершился досрочной победой Василия Ломаченко отказом от продолжения поединка кубинским боксёром в перерыве между 6 и 7 раундами.
Первый поединок в истории профессионального бокса, в котором встретились двукратные олимпийские чемпионы.

## Предыстория
Впервые о заинтересованности проведения поединка высказались сразу же после первого боя Ломаченко, взяв у него интервью в ринге, 12 октября 2013 года. Тогда Василий ответил что перед встречей с таким мастером как Ригондо он должен провести ещё 2-3 боя.
Спустя год предпринимались реальные действия по поводу организации поединка, но Ригондо резко высказывался, заявляя что он чемпион в весовой категории 122 фунта, в то время как Ломаченко выступает в весовой категории 126 фунтов, и Ригондо не планирует подниматься в весе.
Ригондо согласился выйти на бой с Ломаченко лишь в 2017 году. К тому моменту Ригондо всё ещё выступал в весовой категории до 55,3 кг, в то время как Ломаченко уже поднялся в весовую категорию до 59 кг. Команда кубинского боксёра предпринимала попытки организовать поединок в весовой категории до 57,2 кг., но команда украинского боксёра уже не шла на этот компромисс.

## Перед боем
Перед поединком Василий Ломаченко занимал 1 место в рейтинге лучших боксёров первого лёгкого веса и 3 место в списке лучших боксёров вне зависимости от весовой категории. Ригондо занимал первое место в рейтинге лучших боксёров первого полулёгкого веса. и четвёртое место в списке лучших боксёров вне зависимости от весовой категории.
Несмотря на разницу в две весовые категории, компромисс в весе был найден, в день боя боксёры не имели права весить более 61,2 кг.

## Поединок
Первый раунд был достаточно близким и осторожным, но начиная со второго раунда Ломаченко начал тотально доминировать в ринге, и преимущество у него было не за счёт габаритов, а за счёт скорости, тайминга и техники. Ригондо действовал грязно, и за шесть раундов нанёс всего 15 точных ударов. В шестом раунде с Ригондо было снято очко за удержания соперника. После одностороннего избиения кубинец отказался выходить на 7-й раунд и сослался на травму руки.
|                  |                                                                                              |                                                                                              |
| Соперник         | Василий Ломаченко — Гильермо Ригондо                                                         | Василий Ломаченко — Гильермо Ригондо                                                         |
| Место проведения | Малая Арена Мэдисон-сквер-гарден, Нью-Йорк, США                                              | Малая Арена Мэдисон-сквер-гарден, Нью-Йорк, США                                              |
| Результат        | n/a                                                                                          | n/a                                                                                          |
| Статус           | Чемпионский бой за титул WBO в полулёгком весе, 4-я защита Ломаченко                         | Чемпионский бой за титул WBO в полулёгком весе, 4-я защита Ломаченко                         |
| Рефери           | Стив Уильямс                                                                                 | Стив Уильямс                                                                                 |
| Счёт судей       | Стив Висфелд: (60:53); Гленн Фелдман: (59:54); Кевин Морган: (59:54), все в пользу Ломаченко | Стив Висфелд: (60:53); Гленн Фелдман: (59:54); Кевин Морган: (59:54), все в пользу Ломаченко |
| Трансляция       | ESPN                                                                                         | ESPN                                                                                         |
| Промоутер        | Top Rank                                                                                     | Top Rank                                                                                     |
|                  | Ломаченко                                                                                    | Ригондо                                                                                      |
| Вес              | 58,5 кг                                                                                      | 58,2 кг                                                                                      |
| Результаты боёв  | до боя: 9(7КО) — 1 после боя: 10(8КО) — 1                                                    | до боя: 17(11КО) — 0 после боя: 17(11КО) — 1                                                 |
| Гонорар          | 1 200 000 $                                                                                  | 400 000 $                                                                                    |